# 太平洋艦隊 (ロシア海軍)
太平洋艦隊（たいへいようかんたい、ロシア語: Тихоокеанский Флот、略称：ТОФ）は、太平洋上での作戦を目的とした、ロシア海軍の艦隊である。艦艇のほか地上戦力（ロシア海軍歩兵）や航空戦力も保有している。太平洋艦隊はソ連海軍時代に創設されたが、それ以前のロシア帝国（帝政ロシア）海軍の歴史と伝統も継承しているため、ここではロシア帝国からソ連、ロシア連邦時代を含めて解説する。
太平洋艦隊は、北方艦隊に次いで、2番目に強力な艦隊である。

## 歴史

### 帝政ロシア時代

太平洋艦隊の袖章

シベリア征服により極東に到達したロシアは1731年、オホーツク海奥にあったロシアの軍事・探検・造船の拠点オホーツクに「オホーツク小艦隊」（Охотская военная флотилия, Okhotskaya voyennaya flotiliya）を創設した。最初の司令官はグリゴリー・スコルニャコフ＝ピサレフ（Grigoriy Skornyakov-Pisarev）で、沿岸警備、漁船の防衛、先住民との戦闘、太平洋岸での旅客・物資輸送、カムチャツカ半島やアラスカの探検、後の露米会社の設立と運営などが主な仕事であった。1799年にはイギリスなど列強の太平洋進出に対する警戒や日本（当時は江戸幕府）との千島列島での緊張に対処するため、小艦隊は強化されることになり、3隻のフリゲート艦と3隻の小艦艇が海軍少将I.フォミンの指揮下でバルト海艦隊からオホーツクに回航された。以後、バルト海艦隊の太平洋戦隊がオホーツク小艦隊（及びその後身のシベリア小艦隊）とは別に並立するようになっている。
1849年、カムチャツカ半島にある良港ペトロパブロフスク＝ナ＝カムチャトカが小艦隊の根拠地となり、カムチャツカ小艦隊とも呼ばれるようになる。1850年には海軍軍人ゲンナジー・ネヴェリスコイによりアムール川河口のニコラエフスク＝ナ＝アムーレ（当時、正式にはまだ清国領）に哨所が設けられ、アムール川沿岸や日本海沿岸の探検も行われるようになった。1854年夏にはクリミア戦争の余波でイギリス・フランス連合軍によるペトロパブロフスク・カムチャツキー包囲戦が行われたが、オホーツク小艦隊はこれを持ちこたえるのに顕著な役割を果たし、連合軍を撃退している。この戦闘を契機として、1856年にオホーツク小艦隊は根拠地をペトロパブロフスク＝カムチャツキーからニコラエフスク＝ナ＝アムーレに移転し、「シベリア小艦隊」（Сибирская военная флотилия, Sibirskaya voyennaya flotiliya）と改名した。
1860年の北京条約により、ロシアは外満洲の割譲を受け、沿海州を獲得した。河口で水深も浅いニコラエフスクに代わり、深くて冬でも凍らない港湾（不凍港）が沿海州南部の日本海沿いに造られることになった。1871年にはピョートル大帝湾の良港、金角湾に建設されたウラジオストクが新たな拠点になり、極東の防衛のためにバルト海艦隊から大規模な戦隊が日本海に回航された。
19世紀までは小規模な艦隊だったシベリア小艦隊は、日露関係の緊迫化、イギリスやアメリカ合衆国などの脅威により拡充が求められるようになり、ロシア政府は建艦計画を策定した。しかしその実行は遅れ、艦隊の規模も不十分であり、1880年代まで極東の根拠地にはドックもない状態で、汽走艦の入渠修理は日本の長崎港、清国の上海港などの外国にあるドックに依存していた。
ロシアはユーラシア大陸各地で南下政策を進めており、シベリア小艦隊もその一翼を担った。日本に対しては19世紀初期の千島・樺太襲撃（文化露寇）に続いて、幕末にはロシア軍艦対馬占領事件を起こした。この他にも越冬などの目的で日本や李氏朝鮮、清の港を頻繁に訪れてそのプレゼンスを高め、特に朝鮮で、元山などを軍港として使用することを模索した。ウラジオストク港には1890年に浮ドックが、その数年後には乾ドックが完成し、同港での艦船の入渠修理が可能となった。
日清戦争後には、ロシアは弱体化した清から満洲の様々な権益を獲得し、1897年には遼東半島の清国軍港だった旅順（ポート・アーサー / ポルト＝アルトゥール）および大連（ダーリニー）を占領して旅順・大連租借条約を締結。旅順をウラジオストクに並ぶ拠点にした。1900年にはアムール川の警備のためにアムール小艦隊（Амурская военная флотилия）も設置された。日露関係の緊迫化とともに極東にはバルト海のバルチック艦隊から新鋭艦が回航されるようになった。

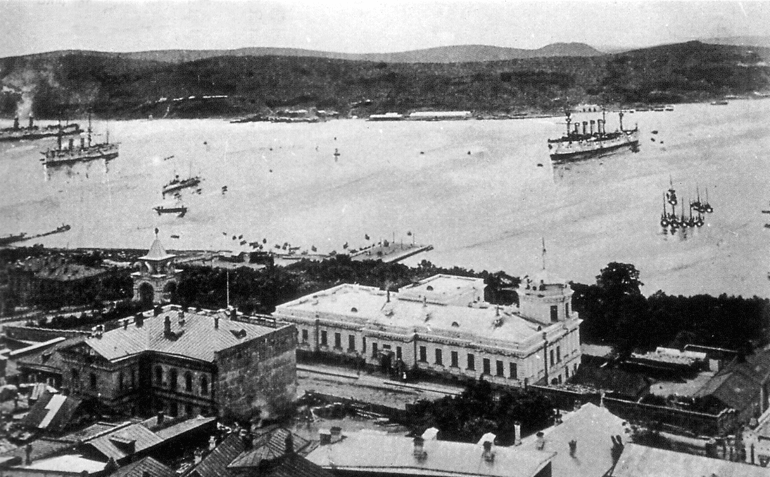
金角湾のウラジオストク軍港に入るロシアの装甲巡洋艦。左はリューリク、右はグロモボーイ（1903年）。

1904年、日露戦争開戦直前の2月5日、極東にあったシベリア小艦隊やバルチック艦隊太平洋戦隊などに属する艦船は、太平洋艦隊へと再編された。この時点で、太平洋戦隊の艦船（戦艦7、巡洋艦8、水雷艇13、砲艦2）とシベリア小艦隊の艦船の一部（巡洋艦2、水雷巡洋艦2、水雷艇12、砲艦5）は旅順に拠点を置き（通称:旅順艦隊）、残りの巡洋艦（巡洋艦4、水雷艇10）はウラジオストクに残った（ウラジオストク巡洋艦隊）。開戦直後の2月9日、旅順口攻撃と仁川沖海戦より太平洋艦隊は日本海軍と交戦に入った。バルト海からさらに増援が向かっており、開戦時にはスエズ運河まで抜けていたが合流は断念された。
旅順艦隊は艦隊保全を図り、ウラジオストク巡洋艦隊は常陸丸事件など通商破壊を行った。艦隊司令長官は、日本海軍による奇襲を許したオスカル・スタルクからステパン・マカロフに交代したが、マカロフは3月31日、座乗していた戦艦「ペトロパブロフスク」が機雷に触れて轟沈した際に戦死してしまい、後をヴィリゲリム・ヴィトゲフトが代行として引き継いだ。バルト海から増援として艦隊を編成することになり、従来の艦隊を「第一太平洋艦隊」とし、増援艦隊を「第二太平洋艦隊」としてジノヴィー・ロジェストヴェンスキー提督が指揮して極東へ向かわせることとなった。しかし黄海海戦で旅順艦隊が、蔚山沖海戦でウラジオストク巡洋艦隊が打撃を受けた上、旅順攻囲戦に勝利した日本陸軍による陸上からの砲撃で旅順艦隊は全艦が使用不能となってしまった。それでも新たにバルト海艦隊の残留艦で編成した「第三太平洋艦隊」（日本側では第二・第三太平洋艦隊をまとめて「バルチック艦隊」と呼ぶ）をさらに増援とし、旅順からウラジオストクに目的地を変え航海を続行させたが、日本海海戦で壊滅した。日露戦争末期のロシア第一革命ではウラジオストクに残った太平洋艦隊の水兵も革命に参加している。ウラジオストクでは1906年1月と1907年10月にも水兵が武装蜂起に参加した。
日露戦争後、太平洋方面の艦隊は大幅に縮小されシベリア小艦隊となった。生き残るかアジア各地の港に逃げ込み抑留されていた太平洋艦隊の艦船も多くはバルト海に戻り、新造艦が徐々にウラジオストクに送られている。

### ソビエト連邦時代
十月革命および続くロシア内戦では、シベリア小艦隊やアムール小艦隊の水兵が極東にソビエト（評議会）による支配を確立するために戦い、さらにシベリアに進出した諸国の干渉軍に対しても戦った（シベリア出兵）。しかし艦船の多くは白軍や日本軍に奪われている。
シベリア干渉がほぼ終わった1922年、ソビエトは極東共和国人民海軍を解散し、極東の艦船を赤軍ウラジオストク管区管轄下の極東赤色海軍（Красный флот на Дальнем Востоке）、およびアムール小艦隊へと改組している。アムール小艦隊は、満洲の国境線をめぐる中ソ紛争で中華民国と戦っている。
満洲事変に伴う日本軍の脅威の増大により、ソ連政府は1932年4月13日に極東海軍（Морские силы Дальнего востока）を創設し、1935年1月に太平洋艦隊と改名している。しかし当初の戦力は貧弱で、軍艦と呼べるものは「クラースヌイ・ヴィンペル」ぐらいしかなく、シベリア鉄道でウラガーン級警備艦を運送しなければならず、「ミチエーリ」「ビオーガ」「グロム」「ゲーイゼル」「モールニヤ」「ザルニーツァ」の六隻が太平洋艦隊にシベリア鉄道で陸送された。
それでも1930年頃の太平洋艦隊は貧弱な戦力しか持たず、北洋漁業に従事する日本漁船の取り締まりすら満足にできていなかった。そのため、1935年に海軍とは別にNKVD国境警備隊ウラジオストク分遣隊が編成され警備艦「キーロフ」「ジェルジンスキー」の2隻がイタリアから回航され配備されている。この二隻は第二次世界大戦末期のソ連対日参戦では海軍指揮下に入って参戦した。
ソ連政府はユーラシア大陸の南を航海せずに済む北極海航路の開発を進め、北極海経由での艦船回航にも成功している。1932年には水雷艇戦隊を作り、8隻の潜水艦を進水させた。1934年には26の潜水艦を受領し、その後も飛行隊、沿岸砲台、太平洋海軍学校などを整備していった。第二次世界大戦開戦時には2つの水上艦部隊、4つの潜水艦部隊、1つの水雷艇部隊、そのほか哨戒艇部隊や落下傘降下部隊、砲台守備隊などを持っていた。
1939年8月、隷下に間宮海峡とオホーツク海防衛を任務とする北太平洋小艦隊（司令部:ソヴィエツカヤ・ガヴァニ）を編成した。

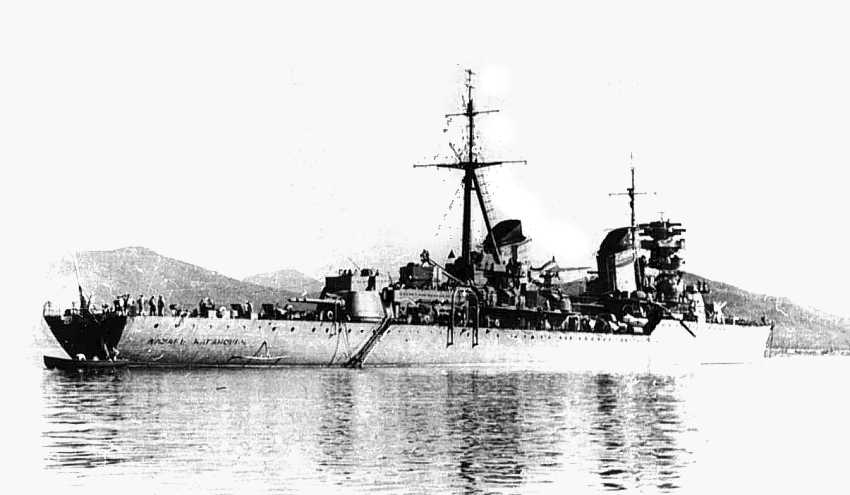
ラーザリ・カガノーヴィチ (軽巡洋艦)。1946年頃の撮影。

独ソ戦（大祖国戦争）開戦に伴い、太平洋艦隊も出動可能な状態となり、北方艦隊へも嚮導駆逐艦や駆逐艦や潜水艦を送ったほか、水兵14万人が西部戦線（ソ連側から見ての西部）でのナチス・ドイツとの戦いに動員されている。ドイツとの戦争が終わると太平洋艦隊は速やかに拡充され、1945年8月のソ連対日参戦の時点ではアメリカからレンドリースで供与された船も含めて巡洋艦2（完成は戦後）、嚮導駆逐艦1、駆逐艦10、哨戒艇19、潜水艦78、水雷敷設艇10、掃海艇52、駆潜艇（MO, Малый Охотник）49、水雷艇204、戦闘機1459を抱えていた。
1945年5月、プロジェクト・フラが実施され計画では1945年11月1日までに180隻の艦艇の貸与と15,000人のソビエト海軍将兵の訓練を行うことになっていたが、8月で終戦したため一部は実施されず、掃海艇55隻、上陸用舟艇30隻、タコマ級フリゲート28隻、大型歩兵上陸用舟艇（LCI）30隻など計145隻の艦船が貸与された。
1945年の満洲侵攻で太平洋艦隊は朝鮮半島北部沿岸で戦闘に参加し（清津作戦元山上陸など）、さらに南樺太侵攻、千島列島侵攻にも参加している。これらの戦いで多くの将兵がソ連邦英雄などの称号や栄誉を受け、18の艦船が親衛隊の称号を、16の艦船が赤旗勲章を受けている。

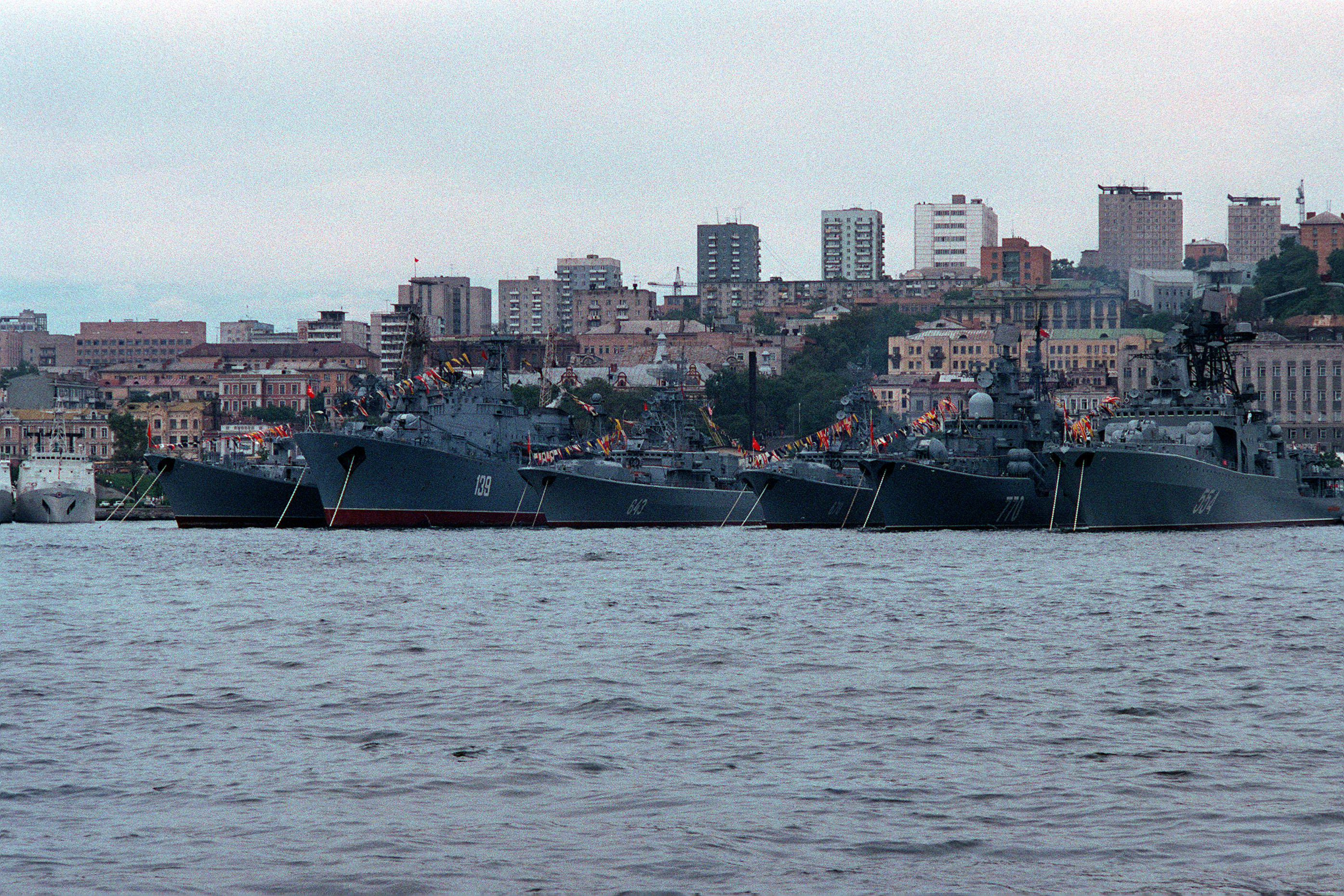
ウラジオストク軍港に停泊する太平洋艦隊の艦船（1990年）

戦後、1945年9月、北太平洋小艦隊は解散した。1947年1月、太平洋艦隊は第5艦隊（主要基地はウラジオストク）と第7艦隊（主要基地はソヴィエツカヤ・ガヴァニ）の2艦隊に分割された。1950年にはアメリカから貸与されていた艦艇が返却された、返却されたタコマ級フリゲートのうち18隻が日本に再供与され、韓国海軍にも供与された。1953年4月、両艦隊は再び太平洋艦隊に再編された。
戦後の冷戦下、極東にはボリショイ・カーメニなどの海軍基地の町が多数築かれ、カムチャツカ半島のヴィリュチンスクには原子力潜水艦（原潜）の基地が置かれた。アメリカ本土を核攻撃できる潜水艦発射弾道ミサイル（SLBM）を搭載した戦略原潜はソ連核戦略の要の一つであり、太平洋艦隊は日本の自衛隊や在日米軍と直接対峙した。1965年には太平洋艦隊に赤旗勲章が授与された。
ベトナム戦争終了後は、南ベトナムのカムラン湾にソ連太平洋艦隊の補給基地が造られ、極東のみならずインド洋へも展開するようになった。1968年、イギリス政府はスエズ運河以東のアジアから軍事力を1971年までに引き上げることを表明したが、これ以後ソ連海軍はアメリカ海軍に対抗してインド洋に勢力を築くことに熱心になった。インド洋戦隊はカムラン湾を拠点として、南シナ海やフィリピンを睨み、インドやペルシャ湾、東アフリカ沿岸諸国にも寄港し、そのプレゼンスを高めていった。南イエメンやエチオピアを拠点とするIl-38対潜哨戒機や、ソ連艦艇に搭載されたKa-25ヘリコプターもアメリカ海軍の動向を監視していた。
1980年以降はソ連海軍の戦略は大洋での制海権競争から、近海での聖域戦略に重点を置くようになり、太平洋艦隊はオホーツク海の要塞化を進めた。キエフ級航空巡洋艦（軽空母）「ミンスク」は太平洋艦隊に所属し、1980年代は頻繁に日本近海を行き来した。同型の「ノヴォロシースク」も太平洋艦隊に配属されている。

### ソ連崩壊後のロシア連邦
1991年のソビエト連邦の崩壊後は多くの艦船がスクラップにされたほか、多数が極東の軍港に係留されたまま放置されていたが、徐々に解体が進められている。
ウラジーミル・プーチン政権はロシア軍の再建・拡充を進め、太平洋艦隊には新型のステレグシュチイ級フリゲート「ソヴェルシェーンヌイ」が2017年に就役し、同型艦6隻の配備が計画されるなど艦隊の近代化を進めた。既存の艦も修理を受け復帰しつつある。同じく日米と対峙する中国人民解放軍海軍との共同軍事演習も実施している。
2022年ロシアのウクライナ侵攻では太平洋艦隊の海軍歩兵がヨーロッパロシアに移されてウクライナ軍との地上戦闘に投入されており、第155独立親衛海軍歩兵旅団のように大きな損害を受けた部隊もある。

## 編制

### 統合部隊（北東軍集団）
北東軍集団（旧カムチャッカ小艦隊）、1998年成立。一時期は陸軍や空軍の部隊も含んで統一指揮を行っていた。
- 艦艇部隊
  - 第10潜水艦師団：クラチェニンニコフ湾 / ヴィリュチンスク
  - 第25潜水艦師団：クラチェニンニコフ湾 / ヴィリュチンスク
  - 第114水域警備艦旅団：ザヴォイコ / ペトロパブロフスク・カムチャツキー
    - 第117水域警備艦大隊
    - 第66小型ミサイル艦大隊

  - 第438独立救助船大隊：ザヴォイコ / ペトロパブロフスク・カムチャツキー
  - 第84保障船舶旅団：ザヴォイコ / ペトロパブロフスク・カムチャツキー
- 海軍航空隊
  - 第865独立戦闘機航空連隊：エリゾヴォ
  - 第317独立混成航空連隊：エリゾヴォ
  - 第216独立電子戦連隊：アングリチャンカ
- 海軍歩兵・沿岸防衛部隊
  - 第40独立親衛海軍歩兵旅団：ペトロパブロフスク・カムチャツキー
  - 第1532高射ミサイル連隊
  - 第520独立沿岸ミサイル・砲兵旅団：アングリチャンカ

### 艦艇部隊

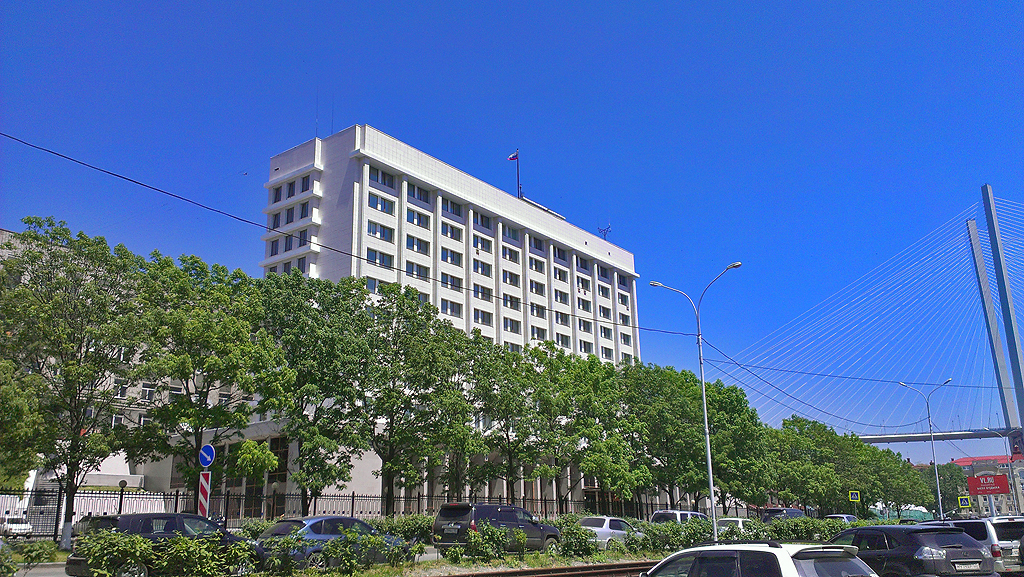
ロシア太平洋艦隊司令部（ウラジオストク）

- 太平洋艦隊旗艦：スラヴァ級ミサイル巡洋艦：ヴァリャーク
- プリモーリェ（沿海州）諸兵科連合小艦隊：フォーキノ
  - 第36水上艦艇師団：フォーキノ
    - 直轄艦
      - スラヴァ級ミサイル巡洋艦：ヴァリャーク
      - ソヴレメンヌイ級駆逐艦：ブールヌイ、ブィーストルイ

    - 第44対潜艦旅団：ウラジオストク
      - ウダロイ級駆逐艦：アドミラル・ヴィノグラードフ、アドミラル・パンテレーエフ、アドミラル・トリブツ、マルシャル・シャーポシニコフ

    - 第100揚陸艦旅団：フォーキノ
      - ロプーチャII型戦車揚陸艦：ペレスヴェート
      - ロプーチャI型戦車揚陸艦：アドミラル・ネヴェルスキー、オスリャービャ
      - タピール級揚陸艦：ニコライ・ヴィルコフ
      - デュゴン型汎用揚陸艇：イヴァン・カルツォフ
      - セルナ型汎用揚陸艇：DKA107
      - オンダトラ型機動揚陸艇：DKA57、DKA70

  - 第19潜水艦旅団：ユリス湾/ウラジオストク
    - キロ型潜水艦：B-260チタ、B-445シヴァティテル・ニコライ・チュドットヴォーレツ、B-345モゴーチャ、B-187コムソモリスク・ナ・アムーレ

  - 第165水上艦艇旅団：ユリシーズ湾/ウラジオストク
    - 第2親衛ミサイル艇大隊
      - タランタル型ミサイルコルベット：R-11、R-14、R-18、R-19、R-20、R-24、R-29、R-79、R-261、R-297、R-298

    - 第11水域警備艦大隊：
      - グリシャ型コルベット：MPK-17ウスチ・イリムスク、MPK-64メーティエリィ、MPK-221、MPK-222コリェエツ
      - ソーニャ型掃海艇:BT-100、BT-114、BT-232、BT-256

  - 第38独立水域警備艦大隊：ソヴィエツカヤ・ガヴァニ
    - グリシャ型コルベット：MPK191ホルムスク、MPK-214ソヴェツカヤ・ガヴァニ
    - ソーニャ型掃海艇：BT-256

  - 第79独立救助船大隊：ウラジオストク
    - バクラザーン型サルベージ曳船：フォチイー・クリロフ
    - イングル型サルベージ曳船:マシューク
    - ミハイル・ラドニスキー級サルベージ艦：サヤニイ
    - イェルバ型水中作業母船：VM-20
    - ポザールヌイ型消防船：PZHK-82
    - モルコフ型消防船：PZHK-1514

  - 第31保障船舶旅団：ウラジオストク
    - 第1補助艦集団：
      - ボリス・チリキン級補給艦：ボリス・ブトマ
      - 改アルタイ級給油艦：イェルニャ、イゾーラ、イリーム
      - ドゥブナ級補給艦：ペチェンガ、イルクート

    - 第2補助艦集団：
      - オビ級病院船：イルティシュ
      - エンバ型電纜敷設艦：ケーム
      - カシュタン型設標艦：KIL-498、KIL-927
      - オネガ型音響測定艦：SFP-173
      - ペリム型消磁艦：SR-111
      - オホーツク型航洋曳船：アレクサンデル・ピスクノフ
      - ネフテカズ型航洋曳船：カラール
      - ソールム型航洋曳船：MB-99

    - 第3補助艦集団：
      - プロメテイ型港内曳船：RB-179、RB-239
      - スティヴィドル型港内曳船：RB-325
      - サイドホール型港内曳船：RB-194、RB-240

    - 第4補助艦集団：
      - 港内輸送用のポンツーンを配備

  - 第515独立偵察艦大隊：ソヴィエツカヤ・ガヴァニ
    - バルザム型情報収集艦：プリバルチカ
    - ヴィシュニヤ型情報収集艦：クリルイ、カレリヤ

  - 第72建造・修理潜水艦旅団：ボリショイ・カーメニ

### 海軍航空隊
- 第568独立混成航空連隊：カーメンヌイ・ルチェイ。Tu-142Mを装備。
- 第289独立混成対潜航空連隊：ニコラエフカ。Il-38、An-12、An-26、Mi-8を装備
- 第71独立輸送航空飛行隊：クネヴィッチ。An-12、An-24、An-26を装備

マンゴフトには、太平洋艦隊の除籍された機体のための大航空基地が存在する。

### 海軍歩兵・沿岸防衛部隊
- 第155独立親衛海軍歩兵旅団：ウラジオストク
- 第72独立沿岸ミサイル旅団：ウラジオストク近郊のスモリャニノヴォ、地対艦ミサイルを装備。
- 第75独立沿岸ミサイル旅団：千島列島、2020年末編成[9]。
- 第217独立電波電子戦連隊：シコートヴォ
- 第42海上偵察所（軍部隊59190）：ルースキー島。海軍スペツナズ。

## 主要基地
- ウラジオストク：太平洋艦隊本部所在地
- ペトロパヴロフスク・カムチャツキー：ルイバチー（ヴィリュチンスク市）。原潜部隊の所在地。
- チハアケアンスキー：ストレローク湾。フォーキナ、又は「シュコートヴァ-17」とも言う。書類上、太平洋艦隊所属の巡洋艦、駆逐艦、揚陸艦は、同地が母港となっている。
- パブロフスキー湾：原潜基地。現在は退役原潜の保管場所として使われている。
- ラクーシュカ：ウラジーミル湾
- コルサコフ
- マガダン
- ナホトカ
- オリガ
- ソヴィエツカヤ・ガヴァニ

ウラジオストクには、乾ドック、浮きドック、通常弾頭倉庫が存在し、造船所「ダリザヴォード」では、艦艇の近代化及び修理が行われている。接岸施設の総延長は、27kmである。
ボリショイ・カーメニ市にはズヴェズダ造船所が有り、原子力潜水艦の整備や修理、解体が行われている。
テムプ町（ラズボイニク湾）近隣とカムチャッカの「ゴルニャク」工場（クラシェンニコフ湾）近隣には、放射線廃棄物保管庫が存在する。ルイバチー（ヴィリュチンスク市）の隣には、核弾頭保管庫が存在する。ラズボイニク湾には、1979年に日本から購入した石川島播磨重工（IHI）製の超大型浮きドックが置かれている。

## 歴代司令官
| 職名   | 氏名                     | 階級 | 在任期間              | 出身校             | 前職             |
| ------ | ------------------------ | ---- | --------------------- | ------------------ | ---------------- |
| 司令官 | ヴィクトル・ヒョードロフ | 大将 | 2001年12月-2007年12月 | 太平洋高等海軍学校 | 太平洋艦隊参謀長 |
| 司令官 | セルゲイ・アバンキャッツ | 大将 | （不明）-2023年4月    |                    |                  |